# جرب بني المكعوس (عبس)

تعديل مصدري - تعديل

جرب بني المكعوس هي إحدى قرى عزلة مطولة بمديرية عبس التابعة لمحافظة حجة، يبلغ تعداد سُكانها 646 نسمة حسب الإحصاء الرسمي لعام 2004.